# Costacciaro
Costacciaro è un comune italiano di 1 027 abitanti della provincia di Perugia in Umbria.
L'antico castello difensivo Castrum Costacciarii, sorto sulle pendici del massiccio del Monte Cucco e lungo la via consolare romana Flaminia, è oggi un piccolo borgo appartenente alla diocesi di Gubbio e, un tempo, al mandamento di Gubbio, inserito dal 1995 nell'area naturale protetta del Parco del Monte Cucco.

## Geografia fisica
- Classificazione climatica: zona E, 2403 GR/G

## Storia

### Lungo la via Flaminia
Anche se la data di fondazione del borgo non è conosciuta, la sua origine è certamente da collegare alla vicinanza della via Flaminia, la strada consolare romana fatta costruire a partire dal 220 a.C. dall'allora censore Gaio Flaminio Nepote e che collegava Roma a Rimini e, più tardi, a Ravenna tramite la via Popilia (per questo chiamata in epoca medievale anche "via Ravegnana" o "via Romea"). Nei pressi dell'importante via di comunicazione sorsero ben presto edifici di vario genere: templi e santuari a scopo religioso, terme e taverne per il riposo dei viaggiatori, ripari e stalle per gli animali, case e intere borgate per la residenza e il commercio. Quando poi, nei primi secoli dell'era cristiana, in Italia si verificarono le continue scorrerie e invasioni di popolazioni germaniche, tali costruzioni in alcuni casi vennero fortificate a scopo difensivo, divenendo talora vere e proprie sedi di signorie rurali feudali. Una di queste fu quella dei Guelfoni (o De Guelfonibus) di Gubbio e Costacciaro, risalente forse all'epoca degli scontri fra longobardi e bizantini per la conquista o, al contrario, la protezione del cosiddetto "corridoio bizantino", cioè la stretta fascia di territorio montano che garantiva il collegamento diretto fra Roma e Ravenna e in cui rientravano città come Perugia e Gubbio con i loro castra che, al pari appunto del Castrum Costacciarii, più volte bloccarono l'espansione longobarda.

### Gubbio e i Montefeltro
Le carte attestano la presenza di Costacciaro nel XIII secolo, quando gli eugubini, attorno al 1250, ne fecero la propria testa di ponte per poter meglio difendere ed ampliare il loro territorio e per creare una spina nel fianco ai nemici perugini della confinante Sigillo. Costacciaro infatti era il castello più importante del distretto di Gubbio e si trovava in un punto strategico, sopra un colle di proprietà di un tale Stacciaro; all'inizio si chiamava Castrum Collis Stacciarii (Castello del Colle di Stacciaro), ma, nel 1300, il suo nome cambiò in Castrum Costacciarii. A Gubbio, nel XIV secolo, s'insediò la magistratura del podestà, che dava una certa autonomia a tutti i castelli; qui veniva, infatti, eletto un capitano, che aveva diritto di vita e di morte sugli abitanti. Costacciaro risentì molto delle lotte interne di Gubbio, soprattutto prima della sua dedizione ad Urbino; alla fine del XIV secolo, mentre si stava svolgendo una battaglia fra Antonio da Montefeltro e i Malatesta, il castello si ribellò, sottomettendosi al nascente stato feltresco. Costacciaro, però, continuò ad avere la sua economia legata a filo doppio con quella di Gubbio. Alla fine del Trecento, anche Gubbio iniziò a subire l'influenza dei Montefeltro che, a partire dal 1384, cominciarono a rinforzare il castello, erigendovi nuove, più ampie e solide mura. Sotto i Feltreschi, Costacciaro fu assai importante come estremo confine meridionale, ma anche come centro militare di concentramento di truppe, capace all'occorrenza di difendere con sicurezza lo stato. A fine Quattrocento venne chiamato al castello il grande architetto militare Francesco di Giorgio Martini da Siena il quale, a partire da 1477, vi costruì il rivellino e, forse nello stesso tempo, anche l'attuale Palazzo Fauni-Massarelli-Chemi. Nel 1400, Costacciaro era formato dal castrum (castello) e da villae (villaggi); ogni villa aveva dei vocaboli (appezzamenti di terra abitati ed ancora esistenti); le più importanti fra queste erano: Villa Col de' Canali, Villa Colfongai (o Colle Fongari), Villa Collalti, Villa Collis Martini, Villa Costa Bagnole, Villa Pie' della Rocca, Villa Rancane, Villa S. Andrea de Giuccole, Villa S. Donato, Villa S. Savino, Villa Scassaiole, Villa Trebbi, Villa Vallaponi.

## Monumenti e luoghi di interesse
La cittadina, di impianto medievale, con un reticolato ortogonale di strade di probabile origine romana, conserva, quale monumento più importante, la Chiesa di San Francesco, del XIV secolo, con facciata gotica in pietra e impianto interno a tre navate, ricca di opere d'arte, dove si conservano le spoglie del Beato Tommaso, monaco camaldolese (1262-1337) e patrono della cittadina. In seguito a un recente restauro, all'interno di questa chiesa sono stati ritrovati diversi simboli templari.
Della Rocca si conservano ancora diversi resti, come alcune mura e torri; rimangono inoltre le interessanti quattro porte: dell'Orologio, del Trióne (o del Rivellino), di Guerrino Gambucci e del Monumento (o di San Lorenzo). Di particolare pregio risulta la struttura del Rivellino caratterizzata da una peculiare forma ispirata ad una prua di nave, ideata e costruita su progetto di Francesco di Giorgio Martini al fine di fortificare il castello.

L'interesse naturalistico e paesaggistico è rappresentato dal vicino Parco del Monte Cucco.

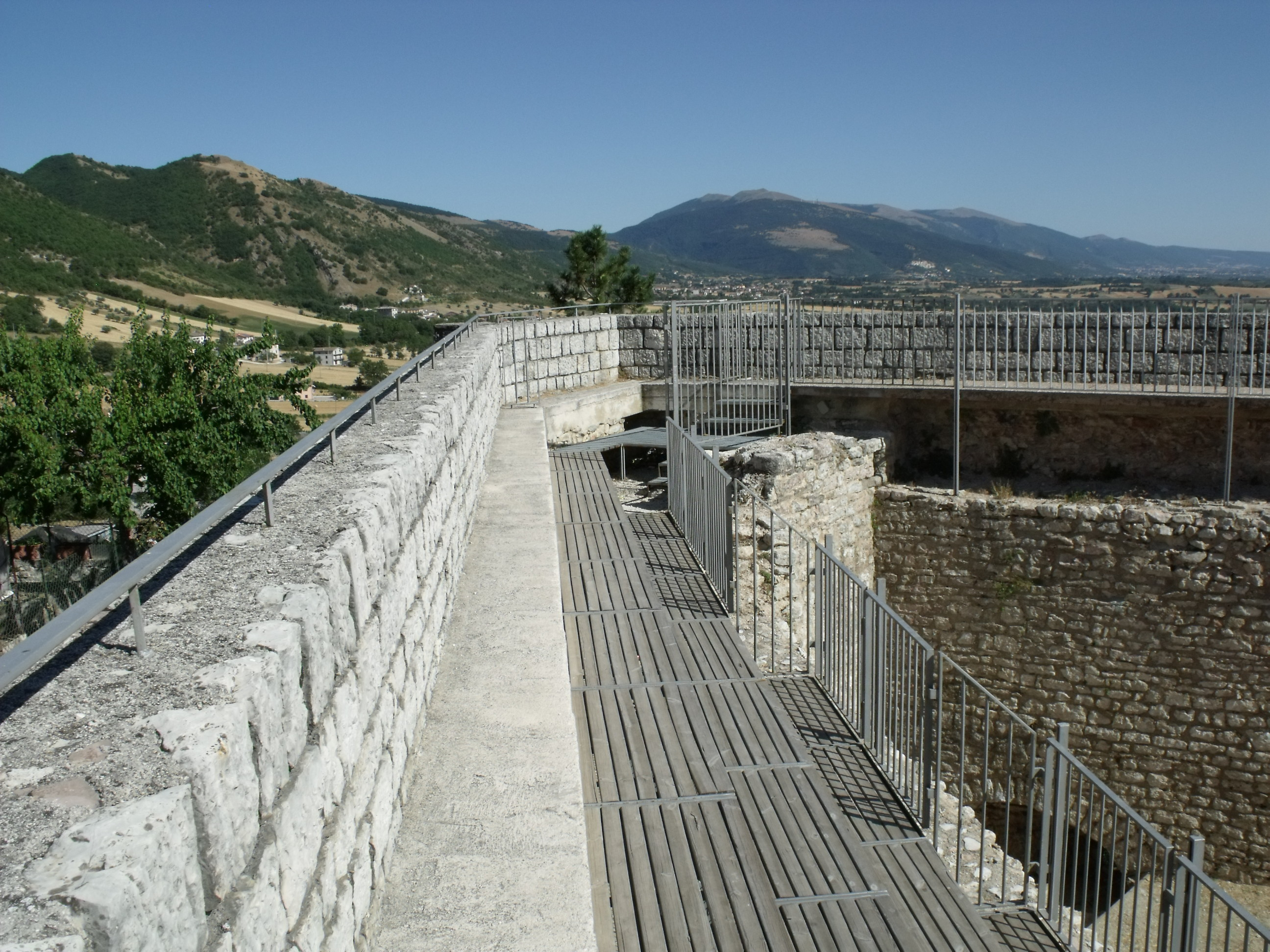
Il rivellino, fortificazione eretta dall'architetto militare Francesco di Giorgio Martini a partire dal 1477.

## Eventi

Gonfalone civico

Festa folcloristica del paese è la Corsa delle botti (sito). Si svolge ogni seconda domenica di novembre per festeggiare il periodo della vinificazione, da qui il premio Trofeo di San Martino. La festa consiste in una vera e propria corsa di due botti che rotolano attorno ad un asse al quale è attaccato un timone, trainato da una formazione di giovani, chiamati “bottaioli”. Le due botti e le relative squadre fanno capo, in competizione, a Costacciaro capoluogo (Hostaria de la Porta) e alle frazioni, in particolare a quella di Villa Col de' Canali (Hostaria de la Rocca).
Ogni anno, il 17 e 18 agosto si svolge la tradizionale Sagra dei Bigoli e dei prodotti del parco del Monte Cucco, organizzata dalla locale proloco (sito). I Bigoli sono una pasta lunga, simile ad un grosso spaghetto, fatti con farina ed acqua che vengono conditi con sugo al pomodoro e ricotta. L'evento ha vinto il terzo premio "Sagra eccellente dell'Umbria" nel 2018 e dal 2019 rientra nelle Sagre di Qualità Italiane.

## Società

### Evoluzione demografica
Abitanti censiti

### Etnie e minoranze straniere
Secondo i dati ISTAT al 31 dicembre 2010 la popolazione straniera residente era di 106 persone. Le nazionalità maggiormente rappresentate in base alla loro percentuale sul totale della popolazione residente erano:
Romania 32 2,43%
Marocco 31 2,35%

## Geografia antropica

### Frazioni

#### Costa San Savino
Costa San Savino è una frazione del comune di Costacciaro (PG) che sorge ad un'altitudine di 599 m s.l.m. ed è popolata da 139 abitanti (dati Istat, 2001).
La tradizione dice che questo paese venne fondato dagli abitanti di Scheggia, tra il V e l'VIII secolo, in seguito alla discesa di popolazioni germaniche che distrussero la città.
Ufficialmente, da documenti storici, la chiesa di San Savino dette il nome al paese, intorno all'anno 1000. Nel 1262 il borgo diede i natali al beato Tomasso Grasselli, eremita camaldolese, patrono e protettore di Costacciaro, della cui antica dimora rimangono alcuni resti murari.

#### Villa Col de' Canali
Villa Col de' Canali è una frazione del comune di Costacciaro (PG) che sorge a quota 555 m s.l.m. ed è popolata da 253 abitanti (dati Istat, 2001).
L'esistenza di questo paese è certificata da documenti a partire dal XIV secolo, mentre, probabilmente, un antico castelliere d'altura era già occupato dagli antichi umbri. In seguito, nella piana, sarà costruita una villa dai romani.
L'ultima domenica di luglio si celebra la festa del santo protettore del paese: sant'Apollinare.

#### Ràncana
Ràncana è una frazione del comune di Costacciaro (PG) che sorge ad un'altitudine di 625 m s.l.m. ed è popolata da 32 abitanti (dati Istat, 2001).
Il paese si sviluppa attorno al Palazzo Lupini, un'antica palazzina di caccia dei duchi di Montefeltro, di cui rimangono pochi resti, come una parte della torre di guardia, alcuni portali e dei fondaci. Intorno al XV secolo si parla, infatti, di una Villa Ranchane. Già nel 1252, comunque, Giovanni Luca Lupini (un suo probabile abitante) risultava a capo del castello di Costacciaro.
Il nome deriva da ranco, che indica, localmente, un terreno disboscato e dissodato per scopi agricoli.

## Amministrazione
| Periodo        | Periodo        | Primo cittadino   | Partito                            | Carica  | Note   |
| -------------- | -------------- | ----------------- | ---------------------------------- | ------- | ------ |
| 17 giugno 1985 | 22 maggio 1990 | Giuseppe Morelli  | Partito Comunista Italiano         | Sindaco | [ 12 ] |
| 29 maggio 1990 | 23 aprile 1995 | Silvana Tommasoni | Democrazia Cristiana               | Sindaco | [ 12 ] |
| 24 aprile 1995 | 13 giugno 1999 | Giuseppe Morelli  | Centro-sinistra                    | Sindaco | [ 12 ] |
| 14 giugno 1999 | 13 giugno 2004 | Giuseppe Morelli  | Lista civica                       | Sindaco | [ 12 ] |
| 14 giugno 2004 | 7 giugno 2009  | Rosella Bellucci  | Centro-sinistra                    | Sindaco | [ 12 ] |
| 8 giugno 2009  | 25 maggio 2014 | Rosella Bellucci  | Lista civica                       | Sindaco | [ 12 ] |
| 26 maggio 2014 | 26 maggio 2019 | Andrea Capponi    | Lista civica                       | Sindaco | [ 12 ] |
| 27 maggio 2019 | 9 giugno 2024  | Andrea Capponi    | Lista civica                       | Sindaco | [ 12 ] |
| 10 giugno 2024 | in carica      | Andrea Capponi    | Lista civica Costacciaro per tutti | Sindaco | [ 12 ] |

## Sport

### Calcio
La principale squadra di calcio della città è l'A.S. Costacciaro 1974 che milita nel girone A perugino di 3ª Categoria. È nata nel 1974. I colori sociali sono il rosso ed il blu.

## Cultura
La città di Costacciaro ha dato i natali al poeta Efrem Bartoletti, sindaco della città con il Partito Socialista Italiano durante gli anni '20, poi emigrato negli Stati Uniti d'America.